# Motilal Banarsidass

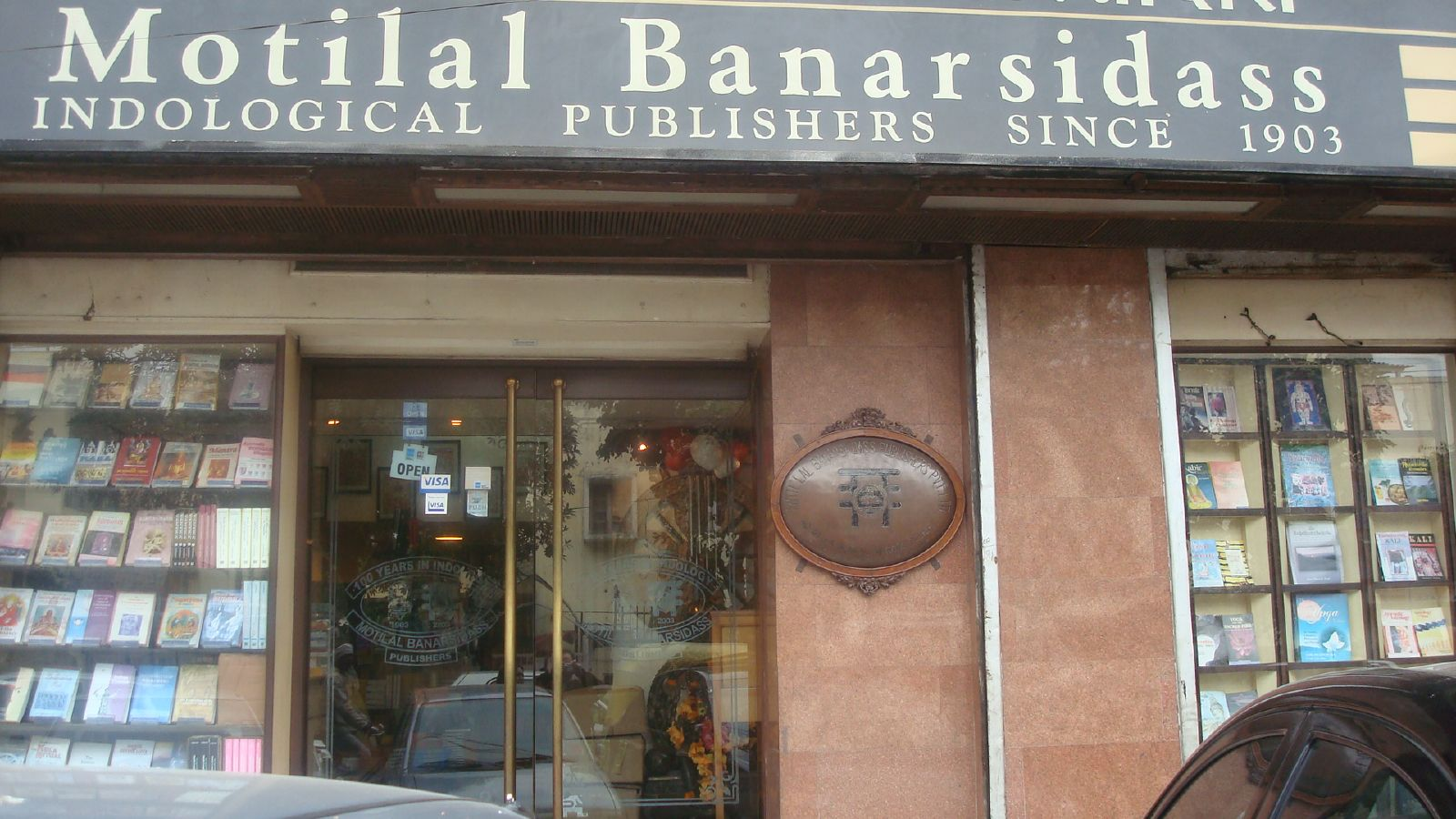
Motilal Banarsidass, Delhi

Motilal Banarsidass Publishers (MLBD) ist ein Verlagshaus und eine Buchhandelskette in Indien mit dem Schwerpunkt indischer Kultur und Geschichte, das vor allem auf den Gebieten asiatische Religionen, Indologie, Philosophie, Geschichte, Kultur, Künste, Tanz, Architektur, Archäologie, Sprache, Literatur, Linguistik, Musikwissenschaft, vedische Mathematik, Mystik, Yoga, Tantra, Okkultismus, Medizin, Ayurveda, Astronomie, Astrologie und verwandten Gebieten in Indien führend ist. Sitz des Unternehmens ist Delhi.

## Gründung, Verlagsgeschichte
Die Gründerfamilie stammt von dem Hofjuwelier des Maharajas Ranjit Singh (1780–1839) ab, des „Löwen des Panjab“, der 1801 den unabhängigen Sikhstaat als stärksten Eingeborenenstaat Indiens gründete, mit der Hauptstadt Lahore. Ranjit Singh gelang es, dem afghanischen Herrscher Schodscha Schah Durrani in seinem Exil im Panjab den Kohinoor-Diamanten abspenstig zu machen, und es war der Vorfahr der heutigen Verlegerfamilie, Lala Bute Shah, der den Diamanten im Auftrag Ranjit Singhs in Amritsar auf seine Reinheit zu prüfen hatte.
1903 gründete Lala Motilal, der sich als Jain sehr für Sanskrit und die geistige Hinterlassenschaft des alten Indien interessierte, mit 27 Rupien, die er sich von seiner Frau geliehen hatte – sie hatte das Geld mit Strickwaren verdient –, einen Buchladen in Lahore, den er nach seinem ältesten Sohn Banarasidass nannte (skt. „der Sklave/Diener von Vārāņasī/Benares“). Der Ehrentitel Lāla ist mit der Srivastava- oder Shrivāstab-Kaste verbunden – die Jains hatten im Mittelalter das Kastenwesen in einer abgemilderten Form übernommen –, einer Unterkaste der Kāyasth (auch Kaet oder Kaith), die üblicherweise die Schreiber und Steuereinnehmer auf dem Lande stellte. Da die Lāla den Sikh-, Muslim- und britischen Eroberern weniger religiösen Widerstand entgegenbrachten als die konservativen und sozial höher stehenden Brahmanen, nahmen sie unter den Fremdherrschern oft wichtige Stellungen im Staatsdienst ein. Auch der indische Verleger und Schriftsteller Premchand (1880–1936) war ein Lāla.
Eine Filiale in Amritsar, gegründet 1911, wurde nach dem Tod von Banasirdass (1912) wieder geschlossen. Nach seinem Tod übernahm der einzige Bruder Sundarlal Jain das Geschäft mit Unterstützung durch seinen Neffen Shantilal, einen Sohn des Banarasidass. 1937 eröffnete man auf Ratschlag eines Freundes der Familie, des späteren ersten Präsidenten Indiens, Rajendra Prasad aus Bihar, einen weiteren Laden in der dortigen Hauptstadt Patna. Mit Hilfe einer Druckerpresse wurde zudem ein Buchverlag eröffnet – auch darin Premchand ähnlich.
Als das Stammhaus in Lahore im Zuge der Teilung Indiens 1947 in Flammen aufging, floh die Familie zunächst nach Bikaner und dann weiter nach Patna, ehe sie 1950 nach Varanasi zog, der traditionellen Bildungsstätte und Hochburg des Hinduismus im Norden des Landes. 1951 wurde dort ein Laden eröffnet, und 1958 wurde der Hauptsitz schließlich nach Delhi verlegt, wo man heute 30.000 indologische Titel an Lager hält.

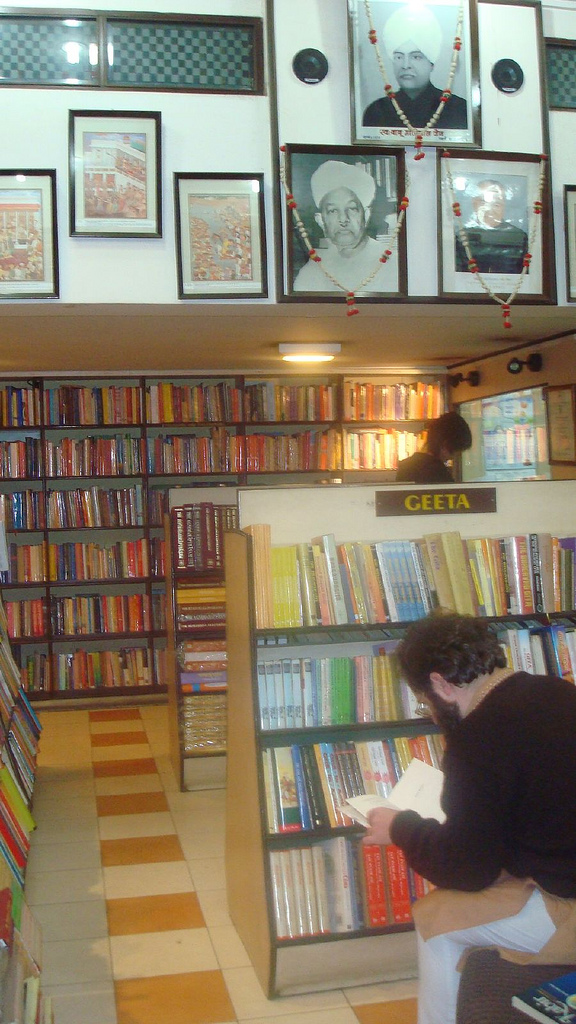
Innenansicht Motilal Banarsidass, Delhi

(Shri) Shantilal Jain, der damalige geschäftsführende Gesellschafter von Motilal Banarsidass, wurde 1992 mit dem indischen Padma-Shri-Orden für seine wissenschaftliche Publikationstätigkeit ausgezeichnet.
Die fünf Söhne von Shantilal betreiben das Unternehmen heute zusammen mit ihrer Mutter, Leela Jain, als Vorsitzende Gesellschafterin; Geschäftsführer ist Rajendra Prasad Jain. Die Familie wohnt bis heute mit allen fünf Zweigen unter einem Dach, MLBD ist damit ein klassischer Familienbetrieb geblieben.
2003 feierte MLBD sein hundertjähriges Bestehen mit Veranstaltungen in Chennai und Bangalore.

## Geschäftsstruktur
MLBD produziert im Low-Cost-Bereich. Buchausstattung, Schriftbild und Papierqualität entsprechen den indischen Verhältnissen und sind angesichts der niedrigen Preise nicht mit europäischen Maßstäben zu messen. Ein Großteil der Produktion besteht zudem aus rechtefreien Nachdrucken (Reprints).
Der Umsatz beträgt 5–6 crore Rupien, d. h. 50–60 Mio. Rupien, etwa 1–1,2 Mio. Euro. 60 % des Geschäfts werden im Export verdient, v. a. nach England, in die Niederlande, die USA, Japan und Südostasien; von den verbleibenden 40 % gehen 10–15 % an Buchhändler, die ihrerseits exportieren, so dass der Gesamtexportanteil bei 65–70 % liegen dürfte; davon geht der Großteil auf das Konto der Non- resident Indians (NRI), der Inder im Ausland.
Im Übrigen liegt der Schwerpunkt auf dem universitären und dem Bibliotheksgeschäft. Ein steigender Umsatzanteil wird mit Büchern und CDs über Esoterik, New Age, Gesundheit, Diät, alternativen Therapien, Parapsychologie, Meditation, spiritueller Heilung, Reiki sowie Musik-CDs erzielt. Angeschlossen ist zusätzlich ein Buch-Antiquariat sowie zwei Imprints, New Age Books und New Age Music.

## Filialnetz
MLBD unterhält Filialen in Mylapore/Chennai, Varanasi, Patna, Pune, Mumbai, Bangalore und Kolkata, der Hauptsitz befindet sich in Delhi, 41-U.A. Bungalow Road, Jawahar Nagar, Delhi-110 007.

## Schriftenreihen
Zu den bekanntesten Publikationen gehören die „Sacred Books of the East“ (50 Bde., Reprint der Oxford University Press, enthält u. a. die Veden und die Puranas), hg. von Max Müller, die „Bibliotheca Buddhica“ (30 Bde., Reprint der Ausgabe St. Petersburg), „Buddhist Tradition Series“ (30 Bde. in 32 Tl.), die „Encyclopedia of Indian Philosophies“ (bisher 7 Bde.), die „Mahapuranas“ (100 Bde.), „Ancient Indian Tradition and Mythology“ (i. e. Mahapuranas auf Englisch, bisher 60 Bde.), das „Ramcaritmanas“ des Tulsidas (hindi-englisch) und das „Manusmriti“ (10 Bde.), „Indian Kavya Literature“ (10 Bde.), „History of Indian Philosophy“ (5 Bde.).
Insgesamt wurden in den 100 Jahren des Bestehens etwa 5.000 Bände publiziert.
Angesichts des wenig entwickelten Buchmarkts, der hohen Analphabetenrate (siehe Indien, Bildungswesen), der geringen Kaufkraft, des Wettbewerbs durch andere Medien und Ketten und des anspruchsvollen Buchprogramms ist die Tatsache, dass MLBD auf über 100 Jahre Bestehen zurückblicken kann, besonders bemerkenswert.